# A Gamble with Death
A Gamble with Death é um filme mudo norte-americano de 1913, do gênero drama, dirigido por Anthony O'Sullivan. O filme foi produzido pela Biograph Company.